# A mennyei század hőseinek emléknapja

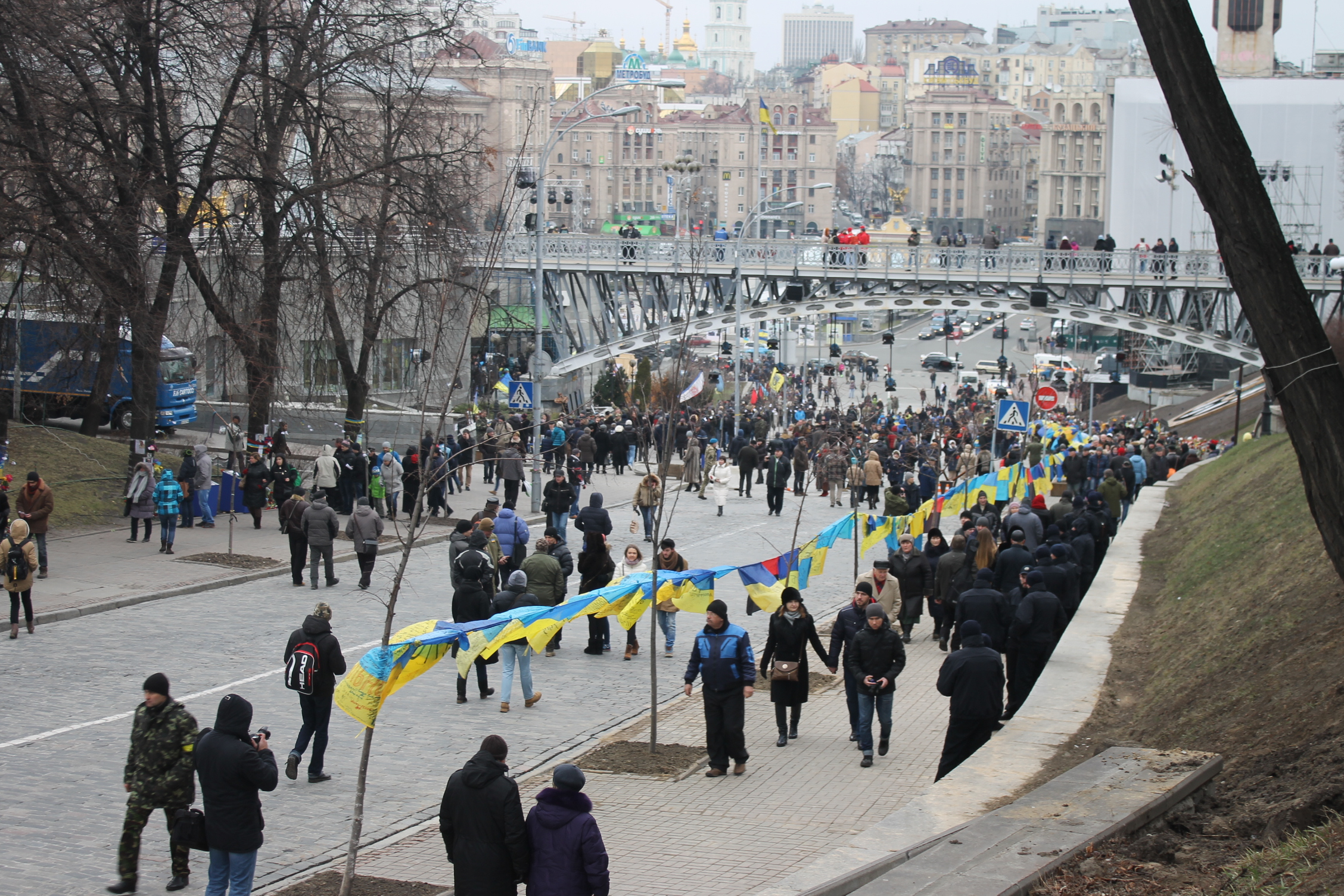
A 2016. február 20-i megemlékezés Kijevben, a Mennyei százak sétányon

A mennyei század hőseinek emléknapja (ukránul: День Героїв Небесної Сотні, magyar átírásban: Deny Herojiv Nebesznoji Szotnyi) a 2013 decembere és 2014 februárja között Ukrajnában zajlott méltóság forradalma áldozatainak tiszteletére rendezett megemlékezés, emléknap minden év február 20-án 2015 óta. Február 20-át Petro Porosenko elnöki rendelete nyilvánította emléknappá Ukrajnában.
A mennyei század (ukránul: nebeszna szotnya) elnevezés a kijevi tiltakozások alatt elesettek gyűjtőneve. Az események alatt 108 civil és 13 rendőr vesztette életét. A halálesetek többsége 2014 januárjában és februárjában történtek, ezen belül is a legtöbb embert február 20-án ölték meg, amikor a rendőrség speciális egységének mesterlövészei a tüntetés körüli házak tetejéről tüzet nyitottak a tüntetőkre.